# (3361) Orpheus
(3361) Orpheus ist ein Asteroid vom Apollo-Typ und gehört damit zur Gruppe von Asteroiden, deren Bahnen teilweise innerhalb der Marsbahn verlaufen.
(3361) Orpheus wurde am 24. April 1982 von Carlos Torres in Santiago entdeckt.
Benannt ist der Asteroid nach dem mythologischen griechischen Musiker Orpheus.
Seine Bahnparameter sind:
- Länge des aufsteigenden Knotens: 189,69°
- Argument des Perihels: 301,579°